# Edifici de la Dieta
L'edifici de la Dieta Nacional (国会議事堂 Kokkai-gijidō) és la seu de les dues cambres de la Dieta Nacional del Japó, la Cambra dels Consellers i la Cambra dels Representants. L'edifici de la Dieta està ubicat al 1-7-1 de Nagatachō, al barri de Chiyoda de Tòquio. Fou construït entre 1920 i 1936, mentre alhora es feien servir diverses seus provisionals.

## Història
La idea de construir la seu permanent del parlament japonès existia des de 1886, abans de la promulgació de la Constitució el 1889, moment en què s'establí la Dieta. L'any 1887, els arquitectes berlinesos Hermann Ende i Wilhelm Böckmann van fer diverses propostes, primer en un estil neobarroc, i després una nova versió en un estil orientalitzant, ambdues refusades. Provisionalment, es van construir al llarg dels anys diversos edificis de fusta que servissin com a cambres del parlament. La primera va ser acabada el 1890, coincidint amb la primera sessió parlamentària de la Dieta. Aquella construcció va acabar reduïda a cendres tan sols dos mesos després a causa d'un incendi. Un segon edifici va ser construït el 1911, que també fou víctima de les flames el 1925. Seguidament es construí ràpidament un nou edifici provisional finalitzat el 1933. En paral·lel, es van anar debatent assumptes de l'estructura i l'estil de l'edifici permanent.
Com a materials, s'acceptà oficialment l'ús d'un cos o estructura d'acer i de formigó armat el 1910. Pel que fa a l'afer de l'estil, mica en mica es va arribar al consens que era hora d'abandonar l'aprenentatge dels occidentals i la necessitat de cerca d'una nova direcció estilística. El 1918, es creà l'Oficina Provisional de l'Edifici de la Dieta, dins del Ministeri de Finances i es va iniciar la tasca de recerca del lloc idoni on construir. El mateix any s'acordà celebrar un concurs del disseny de l'edifici, que va guanyar un grup d'arquitectes vinculat al Ministeri de la Casa Imperial. L'Oficina Provisional va prendre el control i va contractar un dels principals dissenyadors entre els guanyadors del primer premi, Tōri Yoshitake. que va desenvolupar l'esquema guanyador com li va sembla oportú. La construcció va començar el 1920 i es va allargar fins al novembre de 1936, amb un cost total de 25.800.000 iens. Per l'obra van ser contractats els millors artesans del moment, i tots els materials que es van emprar foren japonesos. Malgrat la riquesa dels materials i la bona mà d'obra, el resultat general no va ser gaire destacat.

## Descripció
L'edifici consta de tres plantes i soterrani, és, segons Garis i Sakai, d'un estil renaixentista modificat a l'exterior, que està recobert totalment amb granit de color blanc, amb una porta de grans dimensions, mentre que la seva estructura interior es feta d'acer i formigó armat. Té un total de 393 habitacions, al soterrani hi ha bàsicament el sistema de calefacció; a la primera hi ha sales ocupades essencialment per funcionaris i altres treballadors de la Dieta. Les cambres del parlament són a la segona planta, a la qual s'hi arriba per una gran escalinata que duen a una gran columnata. Ambdues sales tenen dos pisos d'alçada i compten amb una balconada, que s'hi ha d'accedir per la tercera planta. Els seients dels consellers i representants, un total de 635 a cada cambra, estan disposats en semicercle davant de les llargues plataformes que recorre cadascuna una de les sales, mentre que les galeries de la tercera planta té 770 a la cambra alta i 922 a la cambra baixa.
Les ales es troben separades del vestíbul central, on estan les dues cambres parlamentàries, mitjançant uns patis. Actualment, la cambra dels Consellers ocupa l'ala nord i la cambra dels Representants la sud. Val a dir que es disposa de dues sales d'audiència per a cadascuna de les cambres, totes dues també a la segona planta. Els materials utilitzats són granit i marbre d'Hiroshima, Kyushu i Okayama, fusta de zelkova i xiprer del Japó de diferents províncies. A la fusta s'hi van gravar diferents motius decoratius basats en l'antic folclore i mitologia japonesos, mentre que la representació del relleu del fènix representa el símbol de l'eternitat. En opinió de Hiroshi Watanabe, l'edifici de la Dieta recorda a una reconstrucció del Mausoleu d'Halicarnàs, amb un resultat final no gaire destacat, malgrat els bons materials i mà d'obra que s'hi van dedicar.